# Tsutomu Nishino
Tsutomu Nishino (西野 努 Nishino Tsutomu?,  nacido el 13 de marzo de 1971 en Nara) es un exfutbolista japonés. Jugaba de defensa y su último club fue el Urawa Reds de Japón.

## Biografía e historia personal
Como estudiante, pasó del instituto de Nara, en la prefectura de Nara, a la Facultad de Administración de Empresas de la Universidad de Kobe. El objetivo de estos estudios superiores era convertirse en contable. Cuando se cansó de jugar como reacción al estudio para los exámenes, se unió al club de fútbol por invitación de un estudiante de último curso de su instituto. Era un jugador completamente desconocido, sin ningún historial destacable en su carrera, como la participación en torneos nacionales o un historial representativo. El club de fútbol no tenía dirigente, por lo que todos los entrenamientos y demás actividades se realizaban de forma voluntaria. En aquella época, el club de fútbol de la Universidad de Kobe era un equipo que iba y venía entre la primera y la segunda división de la Liga Estudiantil de Kansai, pero varios compañeros de Nishino participaron activamente en la selección nacional en sus años de instituto, y el equipo ascendió a la primera división de la Liga Estudiantil de Kansai. Además, al ser seleccionado para el Equipo Representativo de la Selección Estudiantil de Kansai, fue invitado a entrenar por la Gamba Osaka en la primavera de su cuarto año, a lo que siguió una oferta del Urawa Red Diamonds en verano. Nishino había empezado a estudiar para ser contable con el fin de hacerse cargo de la empresa de contabilidad de su padre, pero decidió convertirse en profesional, diciendo que se daría dos años (la duración de su contrato) y que si no funcionaba, que así fuera. 
Tras graduarse, en 1993 fichó por el Urawa Red Diamonds de la J-League, donde debutó en la liga en su primera temporada y siguió jugando en la línea defensiva del Urawa. 1998: seleccionado como candidato para la selección nacional de Japón. 
Tras retirarse, estudió en la Universidad de Liverpool (Reino Unido), donde obtuvo un MBA. Tras trabajar en la oficina principal del Urawa (ojeador, etc.), se convirtió en director de varias empresas y sigue activo en muchos campos, apareciendo en varios eventos relacionados con los Urawa Reds, dando conferencias y escribiendo. 
En abril de 2015, fundó el AFC Chigasaki, un club de fútbol para estudiantes de secundaria en Chigasaki, prefectura de Kanagawa.
En 2008, se convirtió en profesor visitante en la Universidad de Sanno, y de 2016 a 2019 fue profesor en la Facultad de Gestión de la Información de la Universidad de Sanno.
En noviembre de 2019, fue nombrado director técnico del Urawa Red Diamonds. En una entrevista concedida al medio futbolístico polaco AzjaGola, Nishino describió las funciones del director técnico como "planificación scud" y "gestión de equipos". La "planificación" se refiere a la contratación, la búsqueda de talentos, la firma y renovación de contratos, etc. Tendrá a su cargo una plantilla de tres ojeadores, dos encargados de diversas tareas y uno de asuntos jurídicos. La "gestión del equipo" se encarga de elaborar los planes de entrenamiento diarios, preparar los entrenamientos, gestionar las expediciones, pagar los sueldos a los jugadores y empleados del club y evaluar el rendimiento. Nishino también es responsable de la comunicación con la junta directiva y el presidente del club.

## Trayectoria

### Clubes
| Club       | País  | Año         |
| ---------- | ----- | ----------- |
| Urawa Reds | Japón | 1993 - 2001 |